# Ostredok (Große Fatra)
Der Ostredok ist der höchste Berg des slowakischen Gebirges Große Fatra mit einer Höhe von 1595,6 m n.m. Er erhebt sich im mittleren Teil des Gebirges in der Untereinheit Hôlna Fatra am Hauptkamm und ist zwischen den Gemeinden Blatnica westlich und Liptovské Revúce östlich des Bergs geteilt. Er hat zwei Gipfel: den höheren südlichen Hauptgipfel und den 1592,5 m n.m. hohen nördlichen Nebengipfel. Nachbarberge sind Suchý vrch und Chyžky im Norden sowie Frčkov und Krížna im Süden.

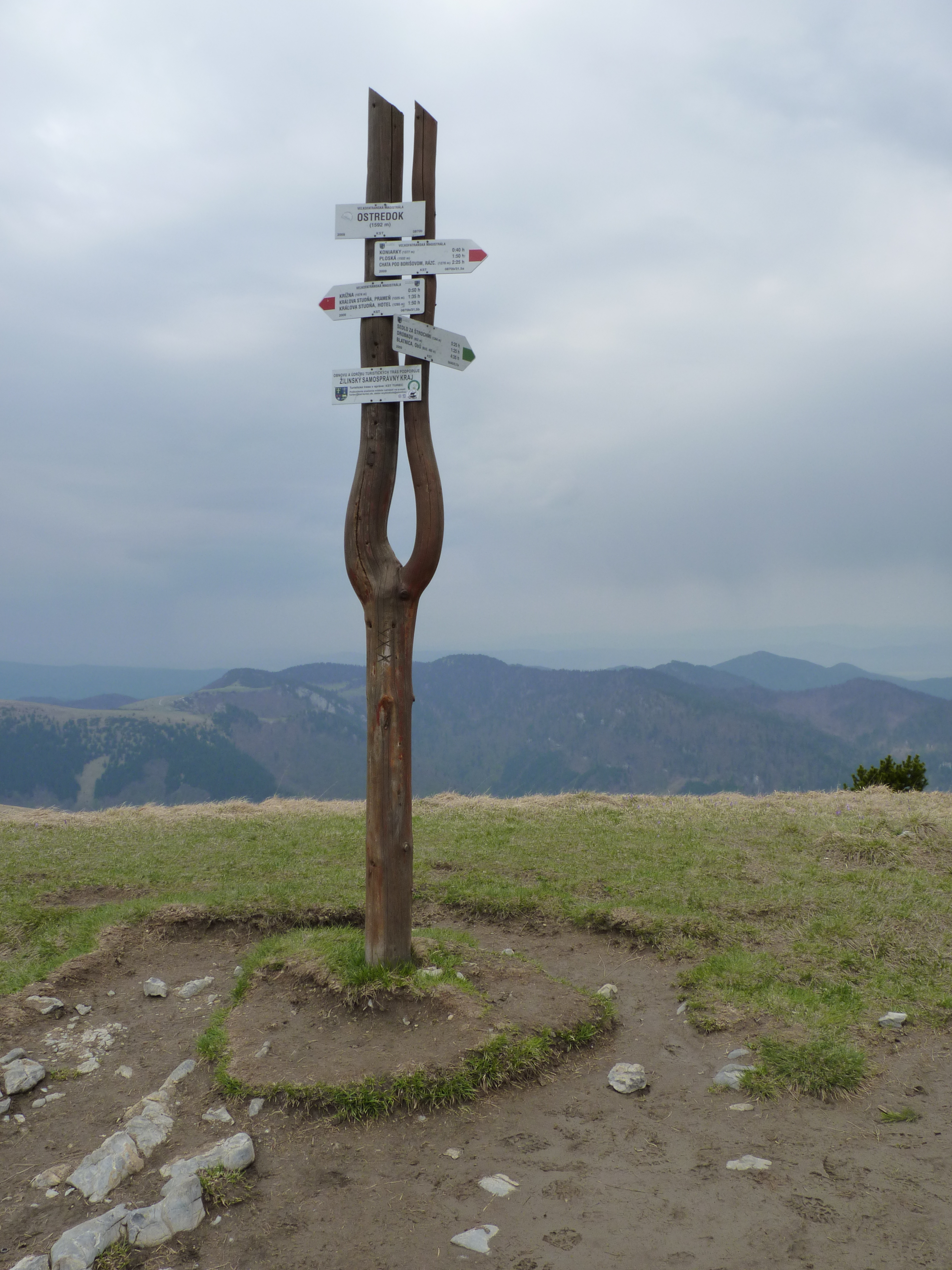
Ursprüngliche Wanderwegbeschilderung am nördlichen Gipfel

Bis 2015 wurde der nördliche Gipfel mit einer Höhe von 1592 m n.m. als höchster Berg der Großen Fatra bezeichnet. Nachdem Geodäsiestudenten und Touristen auf den höheren, bis dahin nicht genannten Gipfel hinwiesen und Messungen des Geodätischen und Kartographischen Instituts Bratislava (slowakisch Geodetický a kartografický inštitút Bratislava) dies bestätigten, gab 2016 das Slowakische Geodäsie-, Kartografie- und Katastralamt in einer Stellungnahme die Verschiebung des Namens Ostredok auf den südlichen Gipfel bekannt und präzisierte auch die Höhe der beiden Gipfel. Vorschläge, den südlichen Gipfel Veľký Ostredok oder Pustolovčie (nach einer Weide am Hang des Ostredok) zu benennen, lehnte das Amt ab. Der nördliche Nebengipfel trägt heute keinen besonderen Namen.
Über beide Gipfel verläuft der rot markierte Weg Veľkofatranská magistrála, der dem Hauptkamm des Gebirges folgt. Talwärtige Anschlüsse gibt es nach Blatnica über einen grün beziehungsweise gelb markierten Weg, nach Vyšná Revúca über die Veľkofatranská magistrála zum Berg Chyžky und weiter über einen gelb markierten Weg, nach Staré Hory ebenfalls über die Veľkofatranská magistrála zur Krížna und weiter über einen blau markierten Weg.